# Izolacjonizm
Izolacjonizm (ang. isolationism z fr. isolation ‘izolacja’ od wł. isolato 'oddzielony od wszystkiego, jak wyspa od lądu’ od isola ‘wyspa’ z łac. insula ‘wyspa’), kierunek polityki zagranicznej sprowadzający się do obrony interesów i bezpieczeństwa własnego państwa.
Izolacjonizm brytyjski zakładał niewiązanie się w jakiekolwiek stałe sojusze z państwami kontynentu europejskiego. Wyrazem tego były m.in. postanowienia kongresu wiedeńskiego (1815) i sformułowana tam zasada równowagi europejskiej. Wilfrid Laurier, podsumowując przynoszącą Brytyjczykom sukcesy politykę izolacjonizmu, nazwał ją w 1896 mianem Splendid isolation (ang. „wspaniałe odosobnienie”). Z tymi zasadami zerwano po zawarciu entente cordiale.
W USA za twórcę uznaje się Jerzego Waszyngtona, który podobnie jak politycy Wielkiej Brytanii zakładał wystrzeganie się stałych sojuszy politycznych. Zasady te sformułował prezydent USA James Monroe w 1823, w tzw. doktrynie Monroego. Zakładała ona brak zainteresowania USA sprawami europejskimi i ograniczeniem strefy wpływów do obu Ameryk.
Zmiana nastąpiła w okresie I wojny światowej i interwencji w Europie na froncie zachodnim. W wyniku rozczarowania efektami wojny, Stany Zjednoczone powróciły do polityki izolacjonizmu i nie ratyfikowały traktatu wersalskiego, nie weszły do Ligi Narodów, były inicjatorem paktu o rezygnacji z wojny jako instrumentu polityki narodowej, a także zachowały neutralność w konfliktach zbrojnych w latach trzydziestych (wojny hiszpańska i abisyńska). Kongres Stanów Zjednoczonych uchwalił szereg ustaw o neutralności (Neutrality Acts kolejno w latach 1935, 1936, 1937 i 1939). Pierwsza z 31 sierpnia 1935 r. wprowadzała embargo na dostawy broni do państw będących stronami wojen. Druga z 26 lutego 1936 r. dodawała zakaz sprzedaży materiałów wojennych innych niż broń oraz wprowadzała zakaz udzielania pożyczek stronom walczącym. Trzecia z 1 maja 1937 r. zakazywała obywatelom amerykańskim podróży na statkach państw walczących oraz wprowadzała zasadę cash and carry („płać i bierz”) w odniesieniu do zakupów czynionych przez te państwa w USA: pragnąc zakupić towary nieobjęte embargiem określonym wcześniejszymi ustawami, dany kraj musiał płacić gotówką i przewozić je własnymi statkami. Ustawa zrównywała wojny domowe z zewnętrznymi. Czwarta z 4 listopada 1939 pozwalała państwom prowadzącym wojnę (chodziło o Wielką Brytanię i Francję) na zakup amerykańskiej broni i amunicji za gotówkę i transportowanie jej na własnych statkach.
10 stycznia 1938 deputowany z Partii Demokratycznej w Izbie Reprezentantów reprezentujący Indianę Louis Ludlow zgłosił projekt poprawki do Konstytucji USA by, z wyjątkiem przypadku odpierania inwazji na teren Stanów Zjednoczonych, zarezerwowane dla Kongresu w art.1.8.11 wypowiedzenie wojny było potwierdzane w ogólnokrajowym referendum. Izba Reprezentantów odrzuciła wniosek niewielką większością 209 do 188 głosów.
Początkowo Stany Zjednoczone zachowały neutralność w II wojnie światowej. Dopiero ustawa Lend-Lease Act z marca 1941 oznaczała zmianę polityki, a atak Japonii na Pearl Harbor w grudniu 1941 oraz wypowiedzenie wojny przez III Rzeszę zmusiły USA do przystąpienia do wojny.
W efekcie II wojny światowej USA stały się aktywnym uczestnikiem polityki światowej przyczyniając się w znacznym stopniu do upadku komunizmu w Związku Radzieckim. W ostatnich latach pojawił się neoizolacjonizm, głoszący, że USA mogą tylko nadszarpnąć swój prestiż, angażując się w lokalne konflikty bez znaczenia dla swych interesów strategicznych. Stąd też pojawiają się projekty wycofania wojsk amerykańskich ze wszystkich terytoriów poza USA.
Uchwalona w 1973 mimo prezydenckiego veto „Rezolucja o możliwościach wojny” zobowiązuje prezydenta do powiadomienia Kongresu w ciągu 48 godzin od użycia sił zbrojnych w akcji zbrojnej w razie braku wypowiedzenia wojny oraz przedstawienia celów operacji, jej uzasadnienia i spodziewanego czasu jej trwania. Kongres może zażądać wycofania sił zbrojnych. Rezolucja była wielokrotnie naruszana. W styczniu 2014 zgłoszono w Senacie projekt zwiększenia kontroli Kongresu nad działaniami sił zbrojnych.